# Piekło (Nowa Wieś)
Piekło – zniesiony przysiółek wsi Nowa Wieś w Polsce położony w województwie opolskim, w powiecie namysłowskim, w gminie Domaszowice.
Miejscowość zniesiono 1 stycznia 2016 roku.
W latach 1975–1998 miejscowość należała administracyjnie do województwa opolskiego.